# Gustav Friedrich Wohlbrück

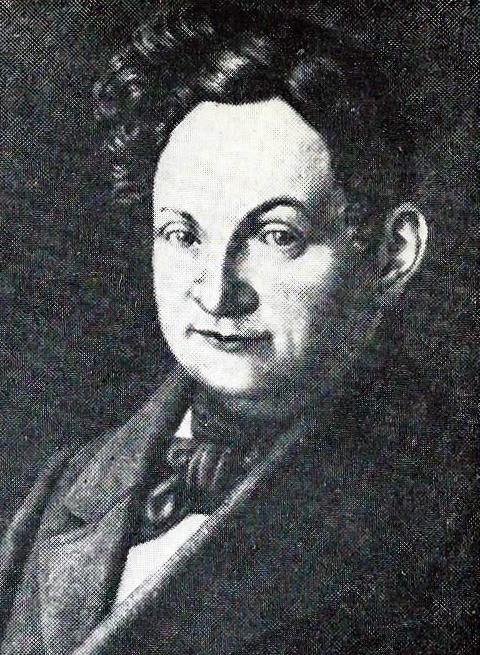

Gustav Friedrich Wohlbrück (* 27. September 1793 in Barth, Pommern; † 7. März 1849 in Weimar) war ein deutscher Theaterschauspieler und -regisseur.

## Leben
Wohlbrück, Sohn des Schauspielers Johann Gottfried Wohlbrück, ging mit 19 Jahren gegen den Willen seines Vaters zur Bühne und wandte sich, nachdem seine Darstellungen von Liebhabern zum Fiasko ausarteten, dem Charakterfach zu, dem er bis zu seinem Tode treu blieb.
Sein erstes größeres Engagement hatte er für mehrere Jahre in Danzig. Es folgten Engagements in Bremen, danach in Österreich und dann in Königsberg.
Im Jahr 1829 ging er nach St. Petersburg, hatte aber das Unglück, dass seine Frau, die er in Königsberg zurückgelassen hatte, dort am 17. August 1829 starb. Von den vier Kindern, die sie ihm geschenkt hatte, wurde die älteste Tochter Ida Schauspielerin, deren Ehemann Karl Brüning somit sein Schwiegersohn. 1830 heiratete er in Königsberg die Lehrertochter Eleonore Dorothea Friederike Heß.
1838 kehrte er nach Königsberg als Charakterdarsteller und Regisseur zurück. 1841 war sein letztes Engagement in Weimar.
Besonders gerühmt wurde er für folgende Rollen: „Franz Moor“, „Daniel“ im Majorat, „Poser“ im Spieler, „Wurm“ in Kabale und Liebe, „der arme Poet“, „Duval“ im Ehepaar, „Graf“ im Puls und „Seeger“ in der Erinnerung.
1847 erkrankte Wohlbrück und verstarb 1849 an Magenkrebs.